# Brebis landaise
La brebis landaise est une race ovine française originaire des Landes de Gascogne. Avant le début de l'expansion de la forêt des Landes au milieu du XIXe siècle, elle est l'un des pivots du système agro-pastoral alors en vigueur dans la région. Elle n'est alors pas tant élevée pour sa viande ou son lait que pour sa fumure.

## Présentation
En 1850, le cheptel compte environ un million de têtes sur l'ensemble des Landes de Gascogne ; en 1914, il n’en reste plus que 25 000 ; aujourd'hui, il n'en subsiste plus que 3 000. En danger de disparition, cette race fait l'objet d'un programme de sauvegarde du Conservatoire des Races d'Aquitaine. Elles sont en général regroupées par parc (bergerie) pouvant héberger de cent à cent cinquante bêtes. Frugale, la brebis landaise est parfaitement adaptée au milieu végétal si particulier et si peu généreux de la lande. Haute sur pattes et longiligne, elle se révèle excellente marcheuse et d'une rusticité à toute épreuve. Soumise à ces rudes conditions d'élevage, elle ne donne que peu de viande, encore moins de lait..
Malgré ces caractères, il est difficile de parler de race locale. En effet, les échanges étaient nombreux avec les troupeaux pyrénéens. Ceux-ci traversaient régulièrement la région en fin d'été pour gagner les pâturages girondins puis en début de printemps pour rejoindre les pâturages d'estive. Dans certaines foires comme à Luxey, on s'approvisionnait en géniteurs venus du Béarn ou du Pays basque pour « renouveler le sang ». Mais si la transhumance des troupeaux pyrénéens se faisait vers les Landes, les troupeaux locaux, eux, ne franchissaient jamais les lointains horizons du « Grand Désert ».

## Les produits
Les produits issus du troupeau sont divers. Les animaux sont dépouillés de leur toison avant les grosses chaleurs. La laine, en partie traitée par les paysans, peut aussi être commercialisée et procurer quelques revenus monétaires. Elle est même, avec le miel et la cire, l'un des rares produits commercialisés à cette époque. La viande des jeunes agneaux mâles ou des brebis de « réforme » est la seule consommée, les agnelles sont systématiquement gardées pour le renouvellement du troupeau. Le lait, produit en faible quantité, n'est jamais soutiré. Il est intégralement laissé aux mères pour nourrir leurs agneaux.
Le produit principal est le fumier, destiné à fertiliser la terre pauvre et acide des champs. Celui de vingt à trente bêtes est nécessaire pour amender convenablement un seul hectare. L'économie de l'ancienne société landaise repose sur un système agro-pastoral où l'élevage est au service de l'agriculture. La culture des champs trouve ainsi sa source dans les maigres richesses de la lande.

## Galerie

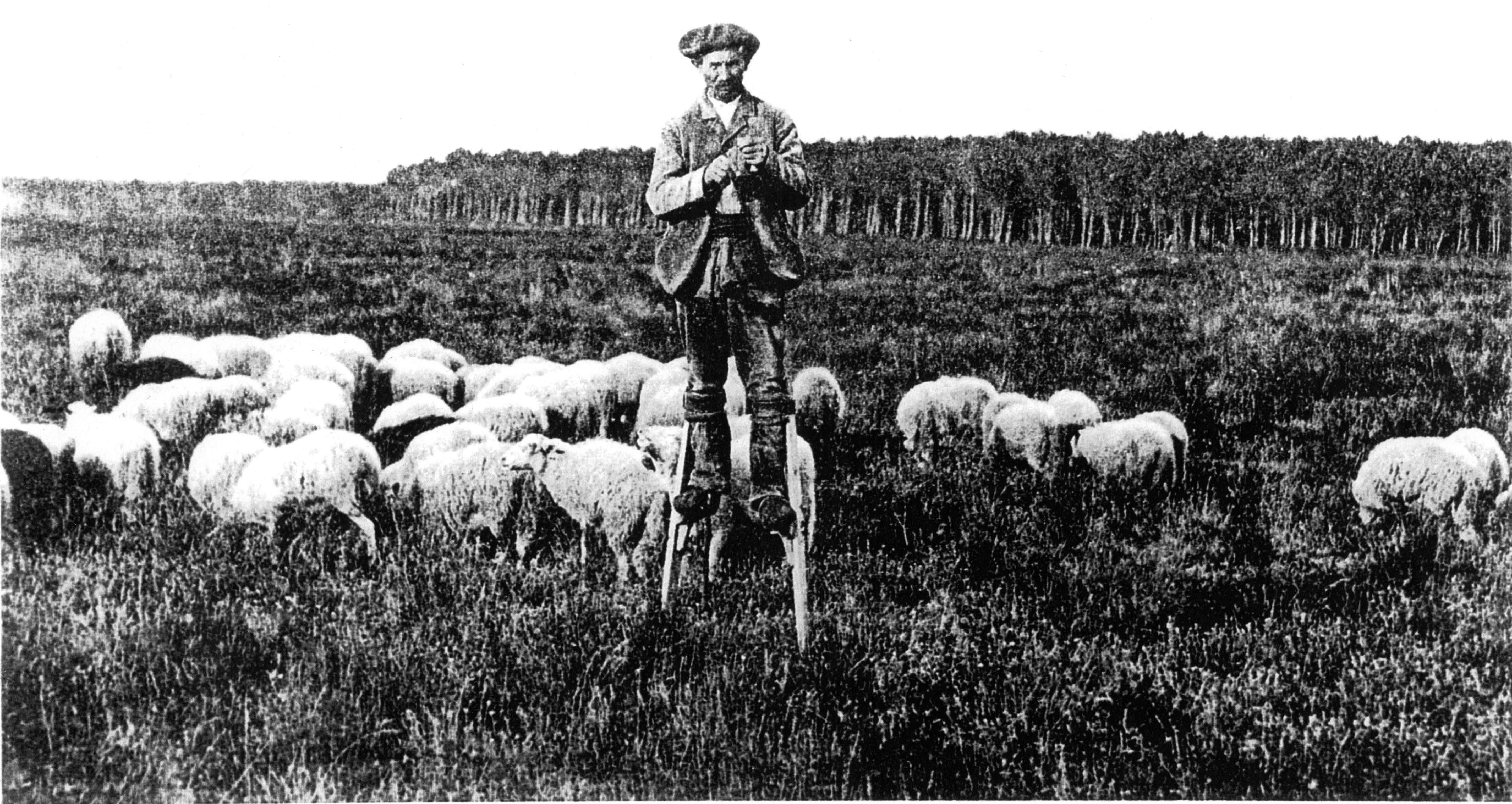
Berger landais et son troupeau, première moitié du XXe siècle.
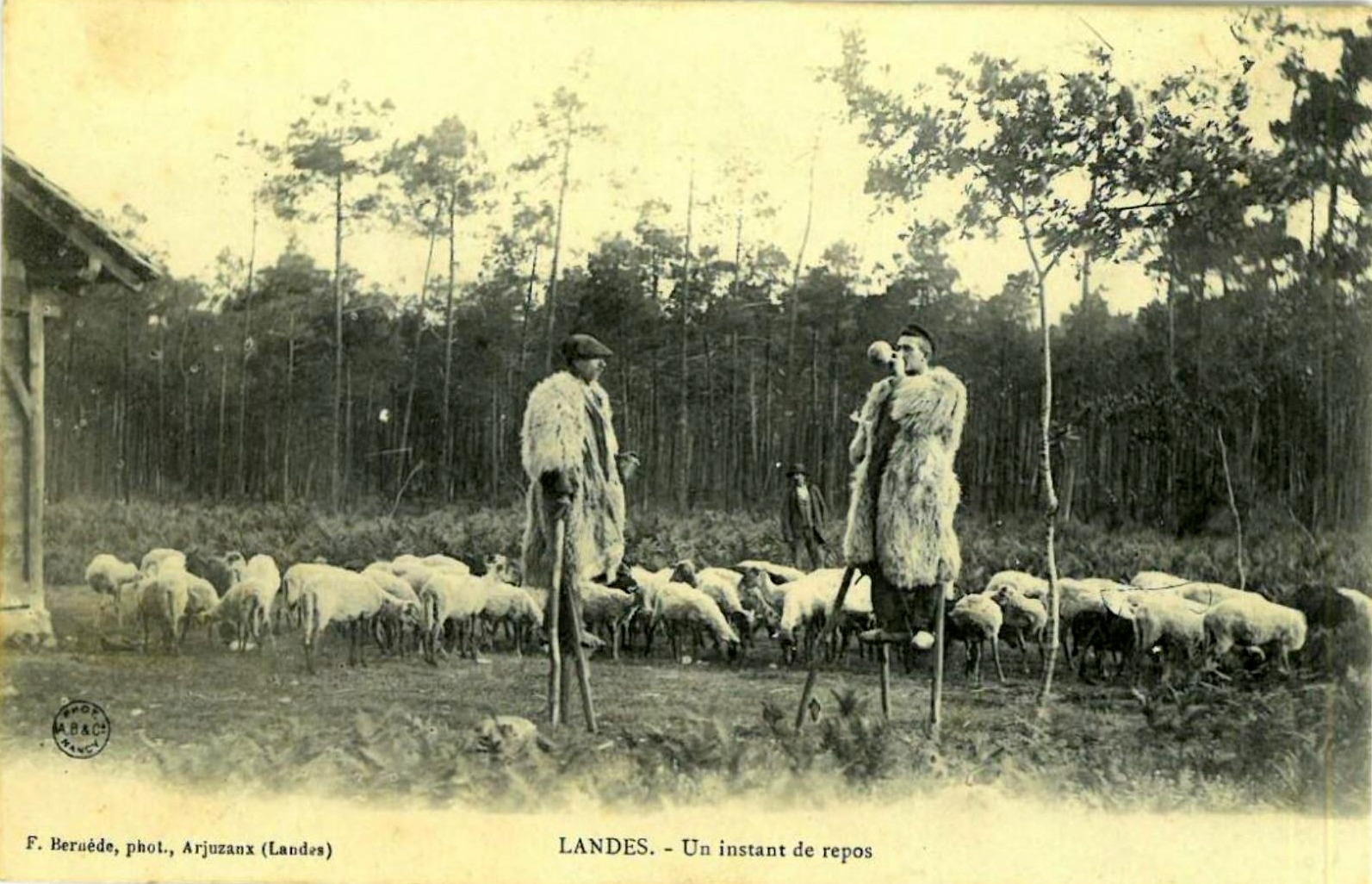